# جوليا موردوك سميث
جوليا موردوك سميث (بالإنجليزية: Julia Murdock Smith)‏ هي قائدة دينية أمريكية، ولدت في 1 مايو 1831 في كيرتلاند في الولايات المتحدة، وتوفيت في 12 سبتمبر 1880 في ناوفو في الولايات المتحدة بسبب سرطان الثدي.